# Arely Gómez González
Arely Gómez González (Ciudad de México, 9 de noviembre de 1952) es una abogada y política mexicana, miembro del Partido Revolucionario Institucional. Se desempeñó como procuradora general de la República de 2015 a 2016 y secretaria de la Función Pública de 2016 a 2018 durante el gobierno del presidente Enrique Peña Nieto.

## Trayectoria
Arely Gómez González es abogada egresada de la Universidad Anáhuac, además tiene una especialización en Derecho Fiscal por la Universidad Panamericana y es Maestra en Políticas Públicas por la Facultad Latinoamericana de Ciencias Sociales, sede México.
Realizó gran parte de su carrera profesional dentro de la Suprema Corte de Justicia de la Nación, donde fue Secretaria de Estudio y Cuenta en el Tribunal Fiscal de la Federación de 1978 a 1980, miembro de la Comisión de Consultoría Jurídica y Formulación de Programa Educativo de 1987 a 1988, secretaria de la Segunda Sala Adscrita a la Ponencia del ministro Mariano Azuela Güitrón de 1996 a 2003 y Secretaria General de la Presidencia y Oficial Mayor de la Suprema Corte de 2003 a 2006 siendo presidente de la misma el ministro Azuela.
En 2007 fue nombrada titular de la Fiscalía Especializada para la Atención de los Delitos Electorales (FEPADE) de la Procuraduría General de la República, cargo que ocupó hasta 2010. En 2012 ocupó el cargo de Jefa de unidad de Asuntos Nacionales del Tribunal Electoral del Poder Judicial de la Federación.

### Senadora
En 2012 fue electa senadora, por lista nacional, postulada por el PRI, para el periodo que concluiría en 2018.
Solicitó y obtuvo licencia como senadora el 26 de febrero de 2015, al ser nombrada como Subprocuradora Jurídica y de Asuntos Internacionales de la Procuraduría General de la República, en sustitución de Mariana Benítez Tiburcio.

### Procuradora General de la República
El presidente Peña Nieto la propuso al Senado de la República para el cargo de procuradora general de la República, en sustitución de Jesús Murillo Karam. Fue ratificada el 3 de marzo de 2015 y ocupó el cargo hasta el 26 de octubre de 2016.

### Secretaria de la Función Pública
El 27 de octubre de 2016, el presidente Peña Nieto la designó como la primera secretaria de la Función Pública nombrada de manera posterior a las reformas constitucionales en materia de combate a la corrupción, razón por la cual su nombramiento fue ratificado por el Senado de la República. Duró en el cargo hasta el 30 de noviembre de 2018. 

### Contralora del Poder Judicial de la Federación
El Ministro Presidente de la Suprema Corte de Justicia de la Nación, Arturo Zaldívar, la propuso como Contralora del Poder Judicial de la Federación. El Pleno del Consejo de la Judicatura Federal aprobó el nombramiento y se desempeñó en ese cargo desde febrero de 2019 hasta septiembre de 2023.

## Vida personal
Tiene 2 hijas y está casada con el abogado Alfredo Freyssinier. Es hermana de Leopoldo Gómez, vicepresidente de Noticias de Univision.
Su abuelo fue Salomón González Blanco, político mexicano que fue ministro, senador y gobernador del Estado de Chiapas.